# Шкляр, Сергей Сергеевич
Серге́й Серге́евич Шкляр (род. 2 сентября 1942, Тамань, Краснодарский край) — советский футболист, защитник и полузащитник.

## Карьера
В 1961 году выступал за краснодарский «Спартак». С 1962 по 1964 год играл за ростовский «СКА», в составе которого дебютировал в высшей по уровню лиге СССР, где провёл за это время 33 встречи и забил 1 гол. Кроме того, принял участие в 6 поединках Кубка СССР.
С 1965 по 1971 год, с перерывом, защищал цвета луганской (в 1971 году ворошиловградской) «Зари», провёл за это время 153 матча и забил 15 мячей в чемпионатах и первенстве, и ещё 6 встреч сыграл в Кубке СССР. В 1966 году в составе команды стал победителем Второй группы Класса «А».
С 1968 по 1969 год был в составе киевского «Динамо», принял участие в 8 играх команды в сезоне 1968 года. В 1972 году выступал за донецкий «Шахтёр», в 36 встречах первенства забил 1 гол и стал серебряным призёром Первой лиги. Кроме того, провёл в том сезоне 2 матча в Кубке СССР.

## Достижения
- Победитель Второй группы Класса «А»: 1966
- 2-е место в Первой лиге СССР (выход в Высшую лигу): 1972

## После карьеры
Работает детским тренером.
В 1988 году возглавлял кинешемский «Волжанин». В клуб он пришёл вместе с начальником команды Германом Забелиным.